# كريستوفر غيبل
كريستوفر غيبل (بالإنجليزية: Christopher Gable)‏ هو مصمم رقص ومخرج وممثل بريطاني، ولد في 13 مارس 1940 في لندن في المملكة المتحدة، وتوفي في 23 أكتوبر 1998 في هاليفاكس في المملكة المتحدة بسبب سرطان.

## أعمال

### أفلام
- (1969) نساء عاشقات

## وصلات خارجية
- كريستوفر غيبل على موقع IMDb (الإنجليزية)
- كريستوفر غيبل على موقع ألو سيني (الفرنسية)
- كريستوفر غيبل على موقع أول موفي (الإنجليزية)
- كريستوفر غيبل على موقع قاعدة بيانات الأفلام السويدية (السويدية)
- كريستوفر غيبل على موقع قاعدة بيانات الفيلم (الإنجليزية)
- كريستوفر غيبل على موقع كينوبويسك (الروسية)